# Fluid
Fluid (distribuito anche come DEPTH o Sub) è un videogioco musicale sviluppato da Opus e pubblicato da Sony Computer Entertainment per PlayStation.

## Modalità di gioco
In Fluid si controlla un delfino che raccoglie pattern musicali che possono essere combinati per creare melodie.